# Echinopsis caulescens
Echinopsis caulescens är en kaktusväxtart som först beskrevs av Friedrich Ritter, och fick sitt nu gällande namn av M. Lowry. Echinopsis caulescens ingår i släktet Echinopsis och familjen kaktusväxter. Inga underarter finns listade i Catalogue of Life.

## Bildgalleri

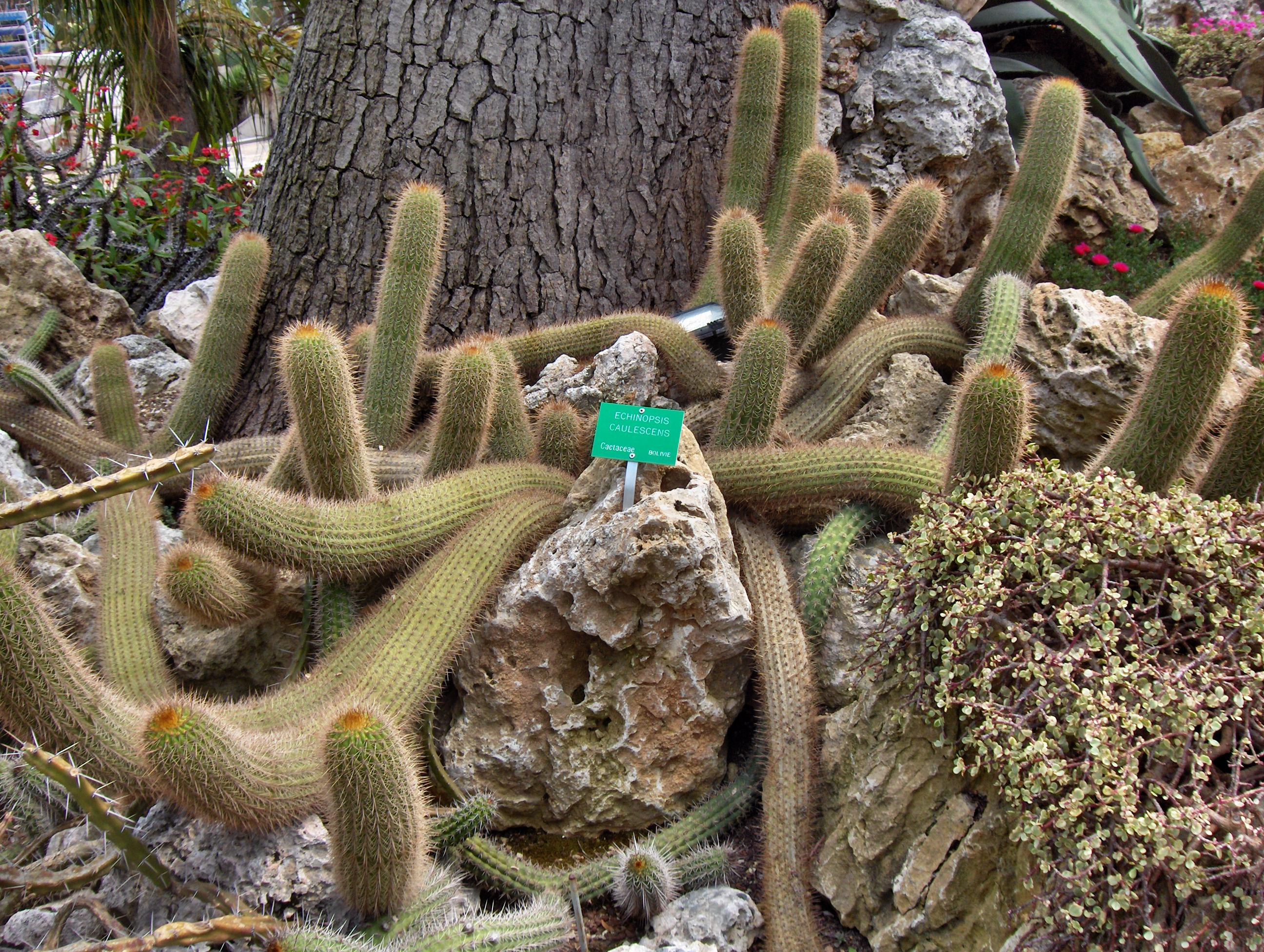